# Paul Scarron

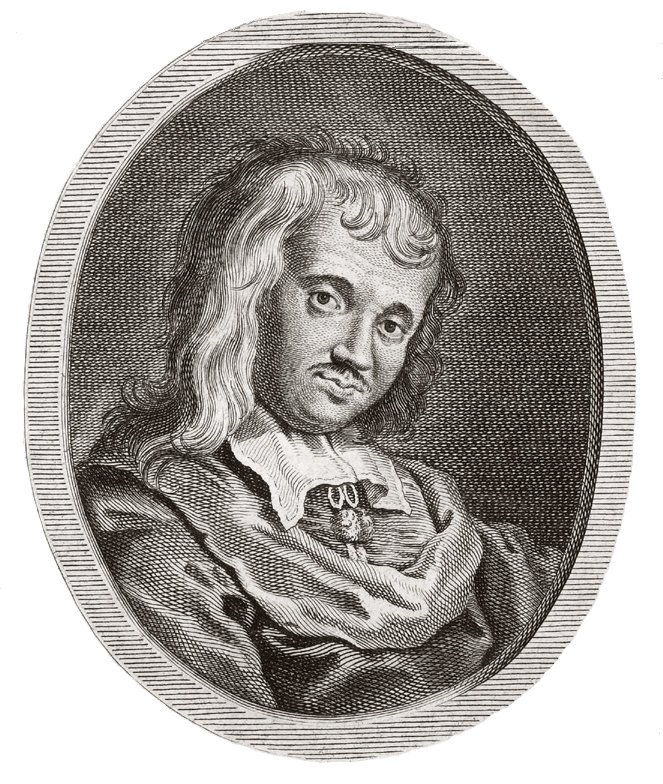
Paul Scarron.

Paul Scarron (1610 - 1660) fou un escriptor francès casat amb Françoise d'Aubigné, qui obrí un dels salons literaris més importants de l'època. Les seves obres es caracteritzen per l'ús de la farsa i elements del vodevil, tant en teatre com en les obres en prosa. La malaltia que va deformar el seu cos el forçà a viure apartat de la cort, però el saló de la seva esposa i l'èxit de les seves comèdies l'aproparen al gran públic i als nobles.
Entre els models que pren per a les seves trames, destaca la influència dels autors espanyols, tant de la novel·la picaresca com del teatre, especialment Tirso de Molina i Lope de Vega.

## Obres més destacades
- Virgile travesti (paròdia de l'Eneida)
- Jodelet ou le Maître valet (influït per La Celestina, on el servent es fa passar per l'amo per viure aventures amoroses)
- Don Japhet d'Arménie (comèdia)
- Le Roman comique (novel·la que barreja els viatges i les aventures amoroses)